# Han Myeong-seok
Han Myeong-seok (15 luglio 1944) è un ex schermidore sudcoreano.
Ha partecipato ai Giochi di Tokyo 1964, gareggiando in vari eventi di scherma.